# Jorge da Saxônia
Jorge I (Dresden, 8 de agosto de 1832 – Dresden, 15 de outubro de 1904), foi o Rei da Saxônia de 1902 até sua morte. Era o terceiro filho do rei João I da Saxônia, e de sua esposa, a princesa Amélia Augusta da Baviera, ascendendo ao trono após a morte de seu irmão Alberto I.

## Biografia
Nascido em Dresden, a capital da Saxônia, Jorge era o segundo filho do rei João da Saxónia e de sua esposa, a princesa Amélia Augusta da Baviera, filha de Maximiliano I.
No dia 11 de maio de 1859, no Palácio de Belém, ele desposou a infanta D. Maria Ana de Bragança, a segunda filha da rainha D. Maria II de Portugal e de seu consorte, Fernando II, de quem era parente distante.
Jorge serviu, sob o comando de seu irmão mais velho, Alberto, na Guerra Austro-prussiana de 1866 e na Guerra Franco-prussiana. O príncipe era um Generalfeldmarschall antes de sua ascensão. Quando ficou claro que o rei Alberto e sua esposa, a rainha Carolina, não teriam filhos, Jorge foi nomeado o herdeiro presuntivo do trono.
Sucedeu Alberto como rei da Saxônia em 19 de junho de 1902. Seu reinado durou apenas dois anos.
Jorge morreu em seu castelo em Pillnitz, sendo sucedido por seu filho mais velho, Frederico Augusto III.

## Descendência
Ele e sua esposa tiveram oito filhos, dos quais seis sobreviveram à infância:
- Maria Joana (1860-1861), morreu na infância;
- Isabel Albertina (1862-1863), morreu na infância;
- Matilde (1863-1933), morreu solteira;
- Frederico Augusto III (1865-1932), casou-se com a princesa Luísa da Toscana;
- Maria Josefa (1867-1944), casou-se com arquiduque Oto Francisco da Áustria;
- João Jorge (1869-1938), casou-se, primeiro, com a duquesa Maria Isabel de Württemberg e, depois, com a princesa Maria Imaculada das Duas Sicílias;
- Maximiliano Guilherme (1870-1951), morreu solteiro;
- Alberto Carlos (1875-1900), morreu solteiro.